# Armando Guevera
Ramón Armando Guevara (* 16. Januar 1955) ist ein ehemaliger venezolanischer Boxer.

## Karriere
1975 gewann Guevara die Silbermedaille der Lateinamerikanischen Meisterschaften im Halbfliegengewicht (-48 kg). Bei den Zentralamerika- und Karibikmeisterschaften im Jahr darauf erreichte er im Fliegengewicht (-51 kg) die Silbermedaille und qualifizierte sich damit für die Olympischen Spiele im selben Jahr. Hier erreichte er nach Siegen über Eduardo Baltar, Philippinen (5:0), und Dietmar Geilich, DDR (5:0), das Viertelfinale im Halbfliegengewicht, in welchem er dem späteren Silbermedaillengewinner Li Byong-uk, Nordkorea, mit 3:2 Punktrichterstimmen unterlag. 
Bei den Zentralamerika- und Karibikspielen 1977 errang Guevera eine Bronzemedaille. Im Jahr darauf erkämpfte er sich bei den Weltmeisterschaften in Belgrad eine Bronzemedaille. In der Vorrunde schlug er Schamil Sabirow, Sowjetunion, durch einen K.-o.-Sieg in der ersten Runde. Im Halbfinale unterlag er dem späteren Weltmeister Stephen Muchoki, Kenia, mit 5:0 Punktrichterstimmen. 1980 qualifizierte er sich zum zweiten Mal für die Olympischen Spiele, schied jedoch im Fliegengewicht startend nach einem Sieg über Nyama Narantuya, Mongolei (5:0), im Achtelfinale gegen Jo Rion Sik, Nordkorea (4:1), aus.